# Delphinium roylei
Delphinium roylei är en ranunkelväxtart som beskrevs av Philip Alexander Munz. Delphinium roylei ingår i släktet storriddarsporrar, och familjen ranunkelväxter. Inga underarter finns listade i Catalogue of Life.